# Ágar Vogel Jonhson
Ágar Vogel Jonhson é um meio de cultura seletivo para bactérias da espécie Staphylococcus aureus.